# XCOM: Enemy Unknown
XCOM: Enemy Unknown je potezna taktična videoigra razvijalskega studia Firaxis Games, ki je izšla leta 2012 pri založniku 2K Games za sistem Microsoft Windows in nekatere konzole, kasneje pa še predelave za Mac OS X, Linux in operacijske sisteme za prenosne naprave. 
Igra je predelava klasične taktične igre UFO: Enemy Unknown in predstavlja ponoven zagon serije X-COM založnika MicroProse iz 1990. let. Dogajanje je postavljeno v bližnjo prihodnost in postavi igralca v vlogo poveljnika mednarodne paravojaške organizacije XCOM, katere naloga je obraniti Zemljo pred invazijo tehnološko naprednih nezemljanov. Na terenu iz ptičje perspektive poveljuje manjši enoti izbranih vojakov (približno ekvivalentne ognjeni ekipi) v seriji taktičnih misij proti nezemljanom ali njihovim podpornikom, med misijami pa upravlja z organizacijo XCOM, kar vključuje skrb za finance, raziskave tehnologije nezemljanov, zasliševanje ujetih sovražnikov, gradnjo baze in spremljanje ter odzivanje na aktivnosti nezemljanov.
Že ob prvih predstavitvah na igričarskih sejmih je bila deležna veliko pozornosti, prav tako ob izidu. Kritiki so jo pohvalili kot prepričljivo nadgradnjo kultne serije iz devetdesetih, ki predstavlja zahteven, a navdušujoč in raznolik taktični izziv. Novembra 2013 je založnik izdal plačljivo razširitev X-COM: Enemy Within, februarja 2016 pa še nadaljevanje, naslovljeno preprosto XCOM 2. XCOM: Enemy Unknown Plus je marca 2016 izdana različica za prenosno konzolo PlayStation Vita, ki vsebuje komplet osnovne igre in razširitve.

## Zgodba
Začetek dogajanja je postavljen v leto 2015, ob začetku svetovne invazije nezemljanov. Tik pred tem je skupina držav pod skupnim imenom Svet narodov ustanovila elitno paravojaško organizacijo XCOM (okrajšava za Extraterrestrial Combat Unit, dobesedno »enota za boj proti nezemljanom«) in ji dala nalogo obrambe. Igralec prevzame vlogo poveljnika te organizacije in se zaplete v vojno proti nepoznanemu in tehnološko mnogo naprednejšemu sovražniku.
V zgodnjih misijah, kjer zajema sestreljena izvidniška plovila in preprečuje nezemljanom, da bi ugrabljali civiliste, XCOM počasi zbira trupla ubitih sovražnikov in ostanke njihove vojaške tehnike. V avtopsijah se izkaže, da so to genetsko in/ali kibernetsko spremenjena bitja. Vodja ekipe znanstvenikov, dr. Vahlen, predlaga, da enota XCOM ujame živega nezemljana, ki bi lahko dal informacije o njihovem vodstvu. V ta namen ekipa znanstvenikov in inženirjev razvije specializirano orožje za onesposobitev in zgradi varen prostor v oporišču, ki bo služil kot zapor.
Od ujetega sovražnika med zaslišanjem dobijo nejasne informacije o posebnem tipu nezemljanov, imenovanih Outsiders (»zunanji« oz. »tujci«), ki so umetna bitja na osnovi kristalov, ki jih enota srečuje na krovu sestreljenih plovil in služijo kot piloti. Ko vojakom na predlog dr. Vahlen uspe ujeti enega od njih, se izkaže, da njihova eksotična kristalna struktura deluje kot antena, ki sprejema signal z lokacije nekje pod površjem Zemlje. XCOM pošlje enoto v izvidnico in ugotovi, da gre za skrivno podzemno bazo, kjer nezemljani izvajajo poskuse na ugrabljenih ljudeh.
Nato s preučitvijo nezemeljske tehnologije najdejo način vstopa v bazo in jo napadejo. Med misijo se izkaže, da ima poveljnik močne telepatske sposobnosti, a ga vojaki kljub temu premagajo. Njegova naprava za telepatsko komunikacijo, ki jo najdejo v bazi, omogoči Xcomu vdor v komunikacijsko omrežje nezemljanov in razkrije prikrito plovilo t. i. Overseerja (»nadzornika«), ki patruljira okrog Zemlje. Ko ga sestrelijo, najdejo na krovu prej neznano bitje z močnimi psioničnimi sposobnostmi in nenavaden psioničen artefakt.
Ob tem dejanju se v Zemljini orbiti razkrije ogromna vesoljska ladja prišlekov, poimenovana Temple Ship (»tempeljska ladja«), in napade Zemljo z energijskim orožjem. Preučitev dobljenega artefakta nato omogoči Xcomu, da odkrije in razvije latentne psionične sposobnosti pri nekaterih vojakih in jih tako izboljša. Najmočnejši od njih postane »prostovoljec«, ki prevzame tveganje in s pomočjo artefakta vdre v glavno psionično omrežje nezemljanov. Na ta način odpre pot za napad na glavno vesoljsko ladjo, kjer se nahaja bitje, imenovano Uber Ethereal, vodja invazije.
Med zaključno bitko Uber Ethereal pove, da je bila invazija preskus za človeštvo. Njegova rasa Etherealov namreč po vesolju išče živa bitja, ki bi bila sposobna postati »povzdignjena« (uplifted), in jih pripraviti na »tisto, kar sledi« (tega namiga sicer ne razloži). Razkrije, da je Xcomu namerno pošiljal vedno težje izzive v obliki zasužnjenih pripadnikov raznih nezemeljskih ras, ki jim je na tej poti v preteklosti spodletelo, da bi pospešil razvoj. Interes samih Etherealov pri tem ostane skrivnost, igralec izve le, da le-ti prav tako niso bili dovolj sposobni za »povzdig«. Po uboju Uber Ethereala se prične ladja silovito tresti in se spreminjati v črno luknjo, kar zaradi bližine ogrozi celotno Zemljo. Zato prostovoljec potisne ostale v transporter in prevzame nadzor nad ladjo ter jo tik pred samouničenjem oddalji od planeta. Sam ob tem izgine brez sledi.

### Enemy Within
Zgodba razširitve se dogaja vzporedno z osnovno in doda novo sovražno frakcijo po imenu EXALT. EXALT je paravojaška organizacija pod vodstvom ljudi, ki prevzamejo nezemeljsko tehnologijo z namenom preživeti invazijo in po njej zavladati svetu. V ta namen ovirajo Xcomove operacije s prikritimi akcijami, kot so ustvarjanje panike v sodelujočih državah, sabotiranje raziskav in kraja. Igralec mora z obveščevalno dejavnostjo odkriti njihove celice in na koncu zbrati dovolj informacij, da najde in zavzame glavni štab. Pripadniki EXALT imajo podobo »mož v črnem« in v boju delujejo na podoben način kot Xcomovi.
Poleg obsežnejšega osnovnega dogajanja vključuje razširitev še nekaj naključnih misij, najpomembnejša od katerih je napad nezemljanov na Xcomovo oporišče, ki ga je treba ubraniti z vojaki, ki so na voljo (čeprav so morebiti po naključju slabo opremljeni ali celo še ranjeni in v procesu zdravljenja; ranjenih vojakov sicer ni možno pošiljati na misije).

## Igranje
Taktično bojevanje se odvija potezno na omejenih kartah, pri čemer igralec nadzoruje moštvo enega do šestih vojakov oz. robotskih enot ter z njimi preganja sovražne enote ali poskuša doseči druge cilje, odvisno od tipa misije. Igra je tridimenzionalna, pri čemer je pogled s ptičje perspektive možno obračati in premikati okrog. Karte so izdelane vnaprej, začetni položaj sovražnikov na njih pa je naključen. Megla skriva še neraziskane dele karte in sovražnike, dokler ne pridejo v vidno polje katerega od igralčevih vojakov. Ob tem se sovražniki aktivirajo in napadejo (pred tem samo hodijo okrog).
Iz izvirnika je ostalo psionično bojevanje, druge podrobnosti pa so bile ukinjene ali spremenjene. Tako sta denimo spremenjena sistem časovnih enot iz izvirnika in inventar vojakov. Ključen taktični element je še vedno uporaba kritja za stenami in drugimi predmeti v okolici, kar bolje zaščiti vojake pred sovražnikovim ognjem. V osnovi lahko vsak vojak vsako potezo izvede dve akciji in sicer premik in strel s svojim orožjem, če pa najprej strelja, to takoj konča njegovo potezo. Vendar pa imajo vojaki posebne sposobnosti in lahko nosijo tudi različne predmete, ki jim dajejo nove taktične možnosti (namesto ene od teh dveh akcij); te so dostopne prek orodne vrstice na dnu zaslona, med njimi so priprava na samodejno streljanje po sovražnikih, ki med svojo potezo zaidejo v vojakovo vidno polje, metanje granat in zdravljenje kolegov.
Te so odvisne od tipa vojaka; igra vključuje nekaj elementov igranja vlog, kjer vojaki med misijami napredujejo in dobivajo nove sposobnosti. Novi rekruti brez posebnih sposobnosti postanejo jurišniki (assault), grenadirji (heavy), podporniki (support) ali ostrostrelci (sniper) in nato s pobijanjem sovražnikov pridobivajo čine ter s tem izvirne sposobnosti (za primer, ostrostrelec začne ob povišanju v čin majorja bolje izkoriščati kritje).
Strateški del igre se odvija med misijami. X-Comov podzemni štab je prikazan kot »mravlja farma«, kjer igralec upravlja z izgradnjo novih prostorov, izdelovanjem uporabnih predmetov v delavnicah in izbiro raziskovalnih projektov v laboratorijih; v ta namen pridobiva znanstvenike in inženirje, ki porabljajo material, ki so ga zbrali vojaki med misijami ali so ga poslali X-Comovi podporniki. V komandni sobi je holografski prikaz Zemlje (Geoscape), s katerim nadzoruje stanje po svetu, pošilja prestreznike proti nezemeljskim plovilom in pošilja vojake na kopenske misije. Za razliko od izvirnika iz leta 1994 ima samo eno bazo, lokacijo katere izbere na začetku igre.
Igralčeva dejanja vplivajo na stopnjo panike pri udeleženih narodih. Hiter odziv na prisotnost nezemljanov v določeni državi zniža stopnjo panike, ignoriranje grožnje pa jo poviša. Ob tem igra pogosto sproži več akcij nezemljanov hkrati, pri čemer se lahko igralec odzove samo na eno, tako da mora taktizirati in včasih poskrbeti za situacijo v državi z večjo stopnjo panike, četudi je to zanj mogoče manj ugodno (lahko je težja ali prinaša manj neposredne koristi). Če stopnja panike preseže kritično mejo, se namreč država umakne iz projekta XCOM, kar zniža prihodek, če se umakne dovolj držav, pa je igra celo izgubljena. Z izstreljevanjem satelitov lahko bolje spremlja aktivnost nezemljanov.
Igra ima tri stopnje težavnosti: poleg osnovne še Classic (»klasično«, kot namig na izvirnik) in Impossible (»nemogočo«), slednji dve imata še možnost »Ironman«, ki shranjuje samo zadnjo potezo, kar igralcu onemogoči popravljanje taktičnih napak s ponovnim nalaganjem. Nudi tudi večigralski način za bitke ena na ena med igralci, v katerem je nasprotnikoma na voljo določeno število točk, ki jih porabita za sestavljanje in opremljanje enote ljudi, nezemljanov ali obojih. Nezemljani imajo v tem načinu enake sposobnosti kot nasprotniki v enoigralskem načinu.
Med platformami je nekaj razlik v uporabniškem vmesniku, za razliko od nekaterih drugih iger pa vsebina različice za konzole ni poenostavljena. Različica za osebni računalnik ima uporabniški vmesnik, ki temelji na miški, in podporo za spreminjanje (modding).

## Razvoj
| Konfiguracija      | Minimalna                                                         | Priporočena                                                               |
| Windows            |                                                                   |                                                                           |
| Operacijski sistem | Windows Vista                                                     | Windows 7                                                                 |
| CPU                | 2 GHz Dual Core                                                   | 2 GHz Dual Core (Intel Core 2 Duo 2,4 GHz ali Athlon X2 2,7 GHz)          |
| Pomnilnik          | 2 GB                                                              | 4 GB                                                                      |
| Trdi disk          | 20 GB prostora                                                    | 20 GB prostora                                                            |
| Grafična kartica   | 256 MB, NVIDIA GeForce 8600 GT / ATI Radeon HD 2600 XT ali boljša | 512 MB, NVIDIA GeForce serije 9000 / ATI Radeon HD serije 3000 ali boljša |
| Zvočna kartica     | Združljiva s standardom DirectX                                   | Združljiva s standardom DirectX                                           |

Studio Firaxis je leta 2008 zagnal »zelo, zelo visokoproračunski« projekt s 50–60 člani razvijalske ekipe pod vodstvom Jakea Solomona. Kot prototip je služila natančna predelava originala UFO: Enemy Unknown iz leta 1994 za sodobne računalnike, z nespremenjenim načinom igranja. To osnovo so kasneje temeljito predelali in ji spremenili, dodali ali odstranili številne podrobnosti. Za pomoč pri doseganju pravega vzdušja in lažje testiranje so oblikovalci izdelali družabno igro za interno uporabo. Osnovo tvori igralni pogon Unreal Engine, v tem času ena najbolj razširjenih tovrstnih rešitev v industriji videoiger.
Enemy Unknown je prva igra Firaxis Games, pri kateri ni neposredno sodeloval njihov kreativni vodja Sid Meier. Oblikovalci uporabniškega vmesnika so bili razdeljeni v ekipi za osebne računalnike in konzole, vsi člani ekipe razvijalcev pa so morali preigrati izvirnik preden so bili sprejeti med sodelavce. Razvoj je potekal vzporedno s projektom XCOM podružnice 2K Marin (kasneje naslovljenim The Bureau: XCOM Declassified) in razvijalci obeh so bili v stalnem stiku.
Za zvok je bil odgovoren Roland Rizzo, ki je delal na seriji X-COM že od vsega začetka in je predelal ter posodobil glasbeno podlago izvirnika, pri čemer je sodeloval tudi Michael McCann, od prej znan kot avtor glasbene podlage za igro Deus Ex: Human Revolution. Umetniški vodja serije Civilization Greg Foertsch je dobil nalogo predelave grafične podobe igre, vključno s podobo klasičnih nezemeljskih ras iz izvirnika. Odločil se je za stilizirano, pisano obliko z velikimi enobarvnimi ploskvami, kjer liki spominjajo na akcijske figurice.

### Izid
Prve podrobnosti o igri je razkrila ameriška revija Game Informer 5. januarja 2012. Junija tega leta je založnik obiskovalcem sejma Electronic Entertainment Expo (E3) prikazal demo različico  V začetku septembra so bila odprta prednaročila na servisu Steam, 24. septembra pa je izšel javni demo. Prednaročniki so prejeli dodatek Elite Soldier Pack, ki omogoča spreminjanje izgleda vojakov. Demo za konzolo Xbox je bil dostopen na servisu Xbox Live 9. oktobra, za PlayStation pa naslednji dan na servisu PlayStation Network. Vsebuje dve taktični stopnji in strateški pogled.
Polna igra je izšla 9. oktobra v severnoameriških trgovinah in v digitalni distribuciji prek servisa Steam za mednarodno javnost. Nekaj dni kasneje je bila v obliki fizičnih izvodov na voljo tudi v Avstraliji in Evropi. Posebna izdaja za osebne računalnike je vsebovala knjižico s konceptnimi skicami, našitek z insignijo organizacije XCOM, glasbo iz igre, ozadja za namizje in nekaj drugih digitalnih bonusov.
Plačljiva razširitev XCOM: Enemy Within je izšla 15. novembra 2012. 25. aprila naslednje leto je izšla predelava za Mac OS X, in sicer izdaja z naslovom Elite Edition, ki je vsebovala vse do takrat izdane dodatke. Po licenci jo je izdalo podjetje Feral Interactive, dostopna pa je bila samo prek Applovega servisa App Store. Nazadnje je 20. junija 2013 izšla še predelava za Applov operacijski sistem za prenosne naprave (predvsem tablične računalnike) iOS.

## Odziv
| Agregator    | Ocena                                                       |
| ------------ | ----------------------------------------------------------- |
| GameRankings | - (PC) 89% - (X360) 88% - (PS3) 86%                         |
| Metacritic   | - (iOS) 91/100 - (X360) 90/100 - (PC) 89/100 - (PS3) 89/100 |

| Publikacija               | Ocena  |
| ------------------------- | ------ |
| 1Up.com                   | A      |
| Edge                      | 9/10   |
| Electronic Gaming Monthly | 9.5/10 |
| Eurogamer                 | 9/10   |
| G4                        | 4.5/5  |
| Game Informer             | 9.5/10 |
| GameSpot                  | 8.5/10 |
| GameSpy                   | [ 60 ] |
| GamesTM                   | 9/10   |
| GameTrailers              | 9.1/10 |
| IGN                       | 8.2/10 |
| VideoGamer.com            | 9/10   |

| Publikacija  | Nagrada                   |
| ------------ | ------------------------- |
| GameSpy      | Game of the Year          |
| GameTrailers | Game of the Year          |
| Giant Bomb   | Game of the Year          |
| Kotaku       | Game of the Year          |
| MTV          | Game of the Year          |
| NowGamer     | Game of the Year          |
| PC Gamer     | Strategy Game of the Year |

Igra je požela veliko odobravanja že ob predstavitvi na sejmu E3 leta 2012, kjer je osvojila več priznanj za perspektivno novo igro, med njimi naziv najboljše strategije od revij oz. portalov GameSpy, Game Informer, IGN, in Machinima. Osvojila je tudi naziv najboljše igre za osebni računalnik in najboljše strateške igre sejma, ki jo podeljuje združenje ameriških kritikov.
Konsenz kritikov je, da gre za prepričljivo vrnitev h koreninam taktičnega bojevanja, kot ga je uspešno predstavil izvirnik, in da so ustvarjalci spretno uravnotežili strateško upravljanje z viri, taktično poveljevanje in razburljivo zgodbo. Na različnih spletiščih, ki zbirajo in povprečijo ocene kritikov (agregatorjih), ima povprečno oceno blizu 90 %. Nekateri so posebej izpostavili težavnost, ki da ustvarja neizprosno igralsko izkušnjo, ki morda ne bo povšeči vsem igralcem, drugi pa, da igralca posrka vase in skorajda zasvoji, tudi pri ponovnem preigravanju kampanje.
Pisec revije Eurogamer je v retrospektivnem članku primerjal XCOM: Enemy Unknown z UFO: Enemy Unknown in zapisal, da sta igri po njegovem povsem drugačni, s samosvojimi prednostmi in slabostmi. Tudi drugi kritiki so mnenja, da gre za dostojno predelavo, ki se drži duha prvenca, a ga nadgradi in na nekaterih mestih celo izboljša.
Različne publikacije, med njimi Giantbomb.com, Kotaku, MTV, GameSpy in The Guardian (slednja skupaj z igro Dishonored), so razglasile XCOM: Enemy Unknown za najboljšo videoigro leta 2012, revija PC Gamer pa za najboljšo strateško igro leta.
Založnik ni razkril natančnih podatkov o prodaji, za javnost je podjetje konec oktobra 2012 izjavilo le, da je zadovoljno s kritiškim in komercialnim uspehom ter da bo izdalo razširitve. Uspešnica je bila tudi različica za iOS, kljub začetni ceni skoraj 20 USD, kar je mnogo več kot običajno za to platformo. Po grobih neuradnih ocenah je bilo samo prek servisa Steam prodanih 2,6 milijona izvodov, različica za konzole pa je bila manj uspešna in se ni uvrstila na lestvico desetih najbolje prodajanih iger za konzole v ZDA oktobra 2012 po oceni analitikov.

## Nadaljevanja in sorodna vsebina
5. februarja 2016 je izšlo nadaljevanje, naslovljeno preprosto XCOM 2. Njegova zgodba se dogaja 20 let po dogodkih v Enemy Unknown in postavi igralca v vlogo istega poveljnika, ki pa tokrat poveljuje skupini gverilskih upornikov v boju proti nezemljanom, ki so medtem osvojili Zemljo.
V drugi polovici leta 2014 je založniško podjetje Fantasy Flight Games prikazalo zgodnjo različico družabne igre na deski, ki jo je izdelalo po licenci. Gre za sodelovalno igro za do štiri igralce. Njena posebnost je, da jo spremlja aplikacija za prenosne naprave, ki je ključen del igre in določa tempo ter prisili igralce, da sprejemajo odločitve z nepopolnimi informacijami, kar je pri klasičnih namiznih igrah težko izvedljivo, pripomore pa k vzdušju, bolj podobnem tistemu v videoigri.